# Oreoscoptes montanus
Oreoscoptes montanus là một loài chim trong họ Mimidae.